# مركبة هجينة قابلة للشحن الخارجي

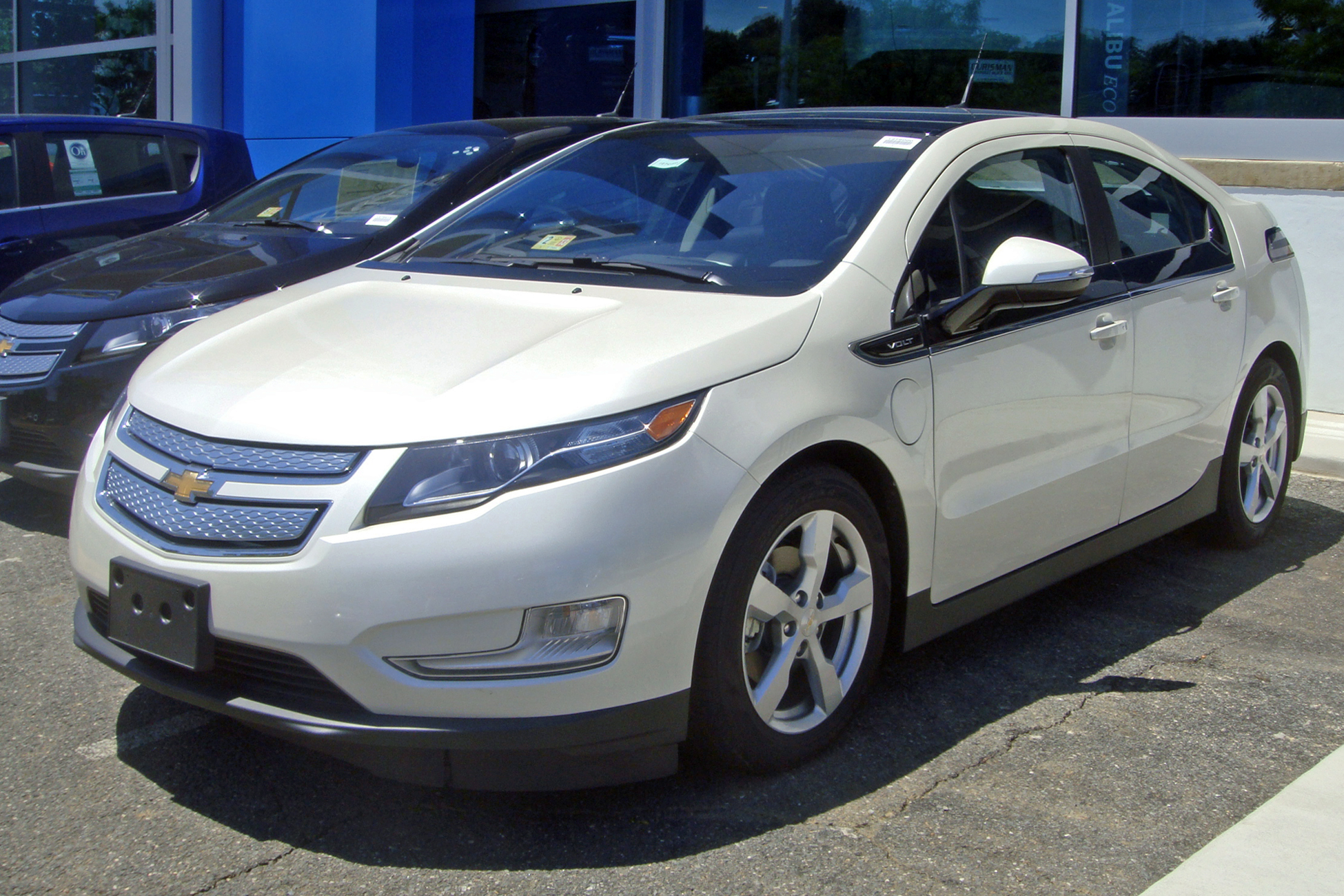
إن شيفروليه فولت هي العربة الأكثر مبيعا في العالم على الإطلاق تعمل بالكهرباء. تخطت مبيعات عائلة فولت / أمبيرا العالمية جنبا إلى جنب حدود 100,000 وحدة في أكتوبر2015.

المركبة الكهربائية الهجينة القابلة للشحن الخارجي (بّي إتش إي في) هي مركبة كهربائية هجينة مزودة ببطارية يمكن إعادة شحنها عن طريق وصلها بمصدر خارجي للطاقة الكهربائية، وأيضًا عن طريق المحرك والمولد الموجودين في داخلها. أغلب سيارات «بّي إتش إي في» سيارات للركّاب، لكن هنالك إصدارات منها أيضًا، مثل المركبات التجارية، والشاحنات، وشاحنات الخدمة، والباصات، والقطارات، والدراجات النارية، والسكوترات، والمركبات العسكرية.
وبشكل مشابه لكل المركبات الكهربائية، تستبدل المركبات الهجينة القابلة للشحن الخارجي الانبعاثات من الأنبوب الخلفي للسيارة بالمولدات التي تعمل بواسطة شبكة كهربائية. قد تكون هذه المولدات قابلة للتجديد، أو ربما تكون انبعاثاتها أقل من محرك الاحتراق الداخلي. يمكن أن يكلف شحن البطارية بواسطة الشبكة أٌقل من تكلفة استخدام المحرك، ما يساعد على تقليل الكلفة التشغيلية.
كانت المركبات الهجينة القابلة للشحن الخارجي المُنتجة بالجملة متاحة للناس في الصين، والولايات المتحدة، في عام 2010. وبحلول نهاية عام 2017، كان هنالك أكثر من أربعين نموذجًا في سلسلة إنتاج بّي إتش إي في، قانونية بالنسبة للسير على الطريق السريع، ومطروحة للبيع بطريقة التجزئة. كانت بّي إتش إي في متاحة بشكل أساسي في الولايات المتحدة، وكندا، وأوروبا الغربية، واليابان، والصين. وكانت النماذج الأكثر مبيعًا هي ميتسوبيشي أوتلاندر بّي-إتش إي في، وعائلة مركبات شيفروليه فولت، وتويوتا بريوس بّي إتش في.
بلغ إجمالي المخزون العالمي من السيارات الهجينة القابلة للشحن الخارجي منذ ديسمبر عام 2018  1.8 ميلون سيارة، بالإضافة إلى 5.1 مليون سيارة ركاب كهربائية قابلة للشحن الخارجي على الطرق العالمية في نهاية 2018. اعتبارًا من ديسمبر عام 2017، صُنفت الولايات المتحدة كأكبر سوق في العالم للسيارات الهجينة القابلة للشحن الخارجي بمخزون يبلغ 360510 مركبة، تليها الصين ب276580 مركبة، من ثم اليابان ب100860 مركبة.

## نبذة تاريخية

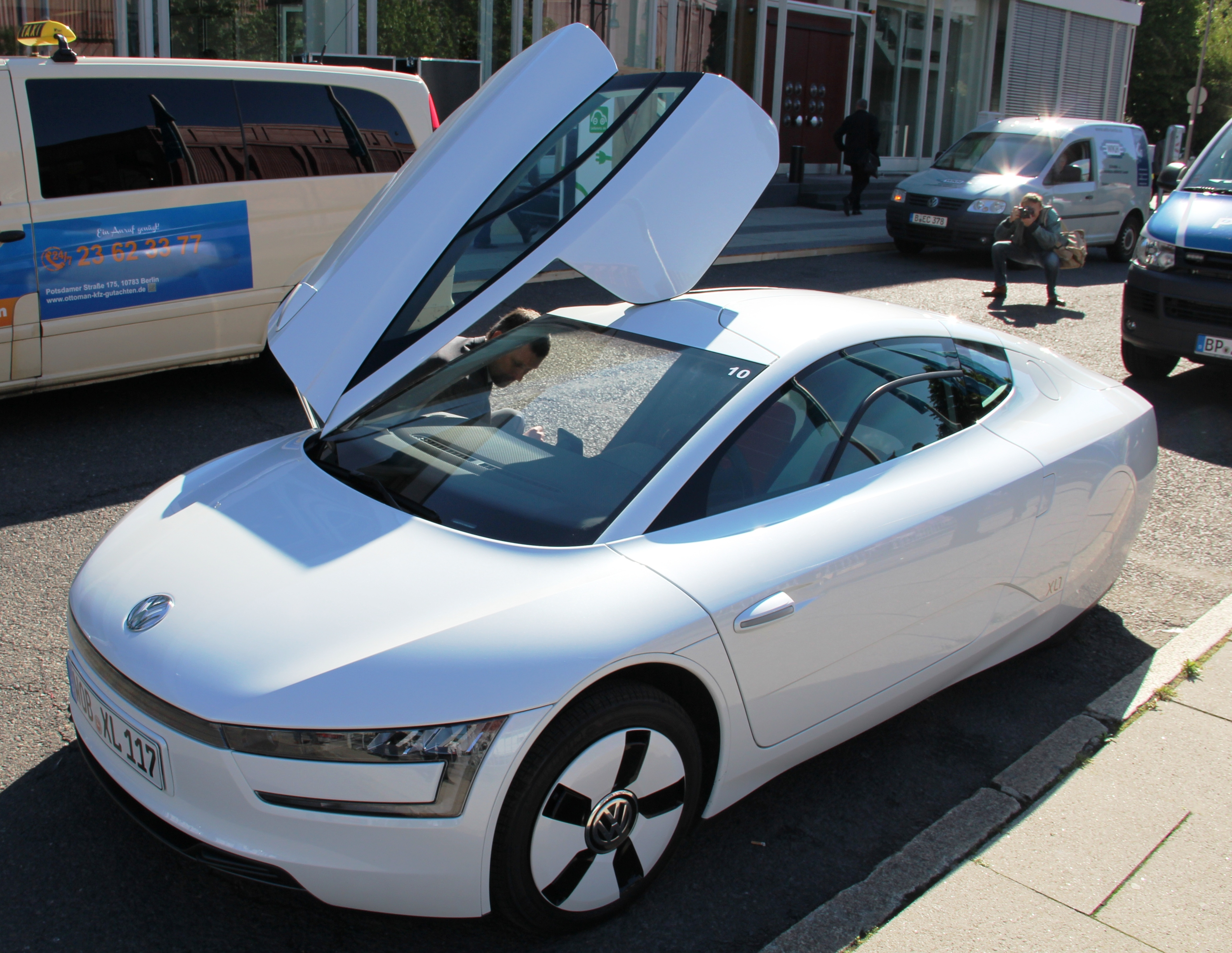
سيارة فولكسفاكن اكس ال

### الاختراع والاهتمام المبكر
أُنتجت السيارة الهجينة المختلطة لونر- بورش في بداية عام 1899، وكانت أول سيارة كهربائية هجينة. يمكن شحن السيارات الهجينة من مصدر خارجي قبل عملية التشغيل. لكن مصطلح «هجين قابل للشحن الخارجي» أصبح يعني مركبة هجينة يمكن شحنها من مقبس الحائط كهربائي قياسي. صاغ البروفيسور أندرو فرانك من جامعة كاليفورنيا دافيس مصطلح «مركبة كهربائية هجينة قابلة للشحن الخارجي»، وقد أُطلق عليه اسم «أب المركبات الهجينة العصرية القابلة للشحن الخارجي»
برز مقال في عدد مجلة بوبيولار ساينس في يوليو عام 1969 حول جينيرال موتورز إكس بي-883 الهجينة القابلة للشحن الخارجي. وهي تصوّر لمركبة المسافرين ذات ستة بطاريات أسيد-رصاص بجهد 12 فولت موجودة في صندوق السيارة، ومحرك كهربائي دي سي مثبت بشكل عرضي يعمل على تدوير العجلات الأمامية. يمكن توصيل السيارة بالقابس الكهربائي الأمريكي الشمالي القياسي إيه سي ذات جهد 120 فولت لإعادة الشحن.

### إحياء الاهتمام
في عام 2003، بدأت مجموعة رينو بيع سيارات إلكترورود في أوروبا ، وهي إصدار من سلسلة السيارات الهجينة القابلة للشحن الخارجي المشهورة كانغو. بالإضافة إلى وجود محركها، يمكن توصيلها بمقبس قياسي وإعادة شحنها حتى 95% خلال أربع ساعات. أُعيد تصميم إلكترورود في 2007، وذلك بعد بيع نحو 500 سيارة، في فرنسا والنرويج والمملكة المتحدة بشكل أساسي.
زاد الاهتمام بالمركبات الهجينة القابلة للشحن الخارجي بسبب توافر هذه المركبات، بالإضافة إلى ارتفاع أسعار الغاز في الولايات المتحدة منذ عام 2004. كانت بعض المركبات الهجينة القابلة للشحن الخارجي عبارة عن تعديلات من مركبات هجينة موجودة، على سبيل المثال، تعديل سيارات كال من تويوتا بريوس بإضافة بطاريات حمض الرصاص، ومسافة تصل حتى 15 كيلومترًا (9 أميال) باستخدام الطاقة الكهربائية فقط.
أعلنت كل من تويوتا وجنرال موتورز عام 2006 عن خطط بخصوص المركبات الهجينة القابلة للشحن الخارجي. أُلغي مشروع في يو إي التابع لجنرال موتورز، في حين اعتُمدت سيارات تويوتا القابلة للشحن الخارجي للاستخدام في طرقات اليابان عام 2007.
أعلنت كل من كوانتم تكنولوجيز، وفيسكر كوتشبيلد، وإل إل سي إطلاق مشروع مشترك، وهو فيسكر أوتوموتيف. عزمت شركة فيسكر إنتاج لاكشري بّي إتش إي في-50 بسعر 80000 دولار، أو سيارة كارما، الذي كان من المقرر أن يبدأ في نهاية عام 2009.
أعلنت أبتيرا موتورز عام 2007 عن سيارة تي واي بّي-1 ذات المقعدين. لكن أُغلقت الشركة عام 2011.
أعلنت شركة السيارات الصينية بي واي دي أوتو في 2007، والتابعة لأكبر صانع بطاريات موبايل في الصين، أنها ستبدأ إنتاج سيارة سيدان بّي إتش إي في-60 في الصين في النصف الثاني من عام 2008. وعرضتها في معرض أمريكا الشمالية الدولي للسيارات في يناير 2008 في ديترويت. وعلى غرار سيارة بي واي دي متوسطة الحجم سيدان إف6، استخدمت بطاريات ليثيوم فوسفات الحديد (إل آي إف إي 04) بدلًا من بطاريات أيون الليثيوم، ويمكن إعادة شحنها حتى 70% من سعتها خلال عشر دقائق فقط.
سلّمت فورد في عام 2007 أوّل سيارة فورد إسكيب هجينة قابلة للشحن الخارجي ضمن قافلة سيارات ترويجية مكونة من 20 سيارة هجينة قابلة للشحن الخارجي لشركة ثاوذيرن كاليفورنيا إديسون. طوّرت فورد أوّل سيارة رياضية متعددة الاستعمالات هجينة قابلة للشحن الخارجي ذات وقود مرن بمثابة جزء من هذا العرض الترويجي، وسلّمتها في يونيو عام 2008. كانت هذه القافلة الترويجية من المركبات القابلة للشحن الخارجي ضمن الاختبار الحقلي برفقة قوافل الشركة المرافقة في الولايات المتحدة وكندا، وأثناء العام الأول والثاني من بدء المشروع، سجّلت قافلة السيارات أكثر من 75000 ميل. سّلمت فورد في أغسطس عام 2009 أول سيارة فورد إسكيب قابلة للشحن الخارجي مزودة بتقنيات اتصالات ذكية «مركبة-إلى-شبكة» (في تو جي)، وتقنية نظام التحكم، وكانت فورد تخطط لتجهيز سياراتها الواحد والعشرين من نوع إسكيب بتقنية الاتصالات «في تو جي». كان من المقرر أن تبدأ مبيعات السيارات الهجينة القابلة للشحن الخارجي من نوع إسكيب في 2012.
أعلنت تويوتا في24 يناير عام 2008 أنها ستبدأ بيع السيارات الهجينة القابلة للشحن الخارجي ذات بطاريات أيون الليثيوم بحلول عام 2010، لكنها عادت وأشارت في نفس العام أنها ستعرض قوافل السيارات التجارية عام 2009.
عدّل مجلس كاليفورنيا لموارد الهواء (سي إيه أر بي) في 27 مارس قوانينه، إذ طلب من مصنعي السيارات إنتاج 58000 من السيارات الهجينة القابلة للشحن الخارجي في الفترة الممتدة من 2012 حتى 2014. وكان هذا الطلب بديلًا مطلوبًا لتفويض سابق لإنتاج 25000 مركبة لا تنتج أي انبعاثات، وقُلّل هذا الطلب إلى 5000 مركبة في 27 مارس. وأعلنت فولكسفاغن في 26 يونيو أنها ستبدأ إنتاج سيارات قابلة للشحن الخارجي بالاعتماد على سيارات فولكسفاغن غولف الصغيرة. تستخدم فولكس فاغن مصطلح «توين درايف» للإشارة إلى سيارات بّي إتش إي في. وأعلنت مازدا في سبتمبر عن خططها لهذا النوع من السيارات. أعلنت شركة كرايسلر في 23 سبتمبر أنها وضعت نموذجًا أوليًا لسيارة جيب رانغلر القابلة للشحن الخارجي، بالإضافة إلى ميني فان نوع تاون أند كاونتري، وكلاهما سيارتي بّي إتش إي في-40 كلاهما مزودتان بسلسلة من مجموعة الدفع والحركة، بالإضافة إلى سيارة دودج رياضية كهربائية بالكامل، وقالت الشركة إنّ واحدة من هذه المركبات الثلاثة سيُبدأ إنتاجها.